# Monogram (lied)
Monogram is een lied van de Nederlandse rappers Yssi SB en Henkie T in samenwerking met de Nederlandse rappers Elliven en Seek. Het werd in 2022 als single uitgebracht.

## Achtergrond
Monogram is geschreven door Henk Mando, Kevin Zimmerman, Neville Saite, William Mensah en Ychano Hunt en geproduceerd door WillyBeatsz. Het is een nummer dat past in de genres nederhop. In het lied rappen de artiesten over hun extravagante levens en hun luxe kledingmerken die ze dragen. 
Het is de eerste keer dat de vier artiesten met elkaar samenwerken. Wel werd er onderling al samengewerkt. Yssi SB en Henkie T deden dit op de remixversie van Paper zien en op Shawty is a freak, Ik heb je, Havana en Miss u. Henkie T en Elliven werkten eerder al samen op Niet meer.

## Hitnoteringen
De artiesten hadden bescheiden succes met het lied in Nederland. Het stond op de tachtigste plaats van de Single Top 100 in de enige week dat het in deze hitlijst te vinden was. De Top 40 en haar Tipparade werden niet bereikt.